# جورج أغسطس راي
جورج أغسطس راي (بالإنجليزية: George Augustus Ray)‏ هو فلاح وسياسي أمريكي، ولد في 23 أبريل 1819، وتوفي في 23 فبراير 1893. حزبياً، نشط في الحزب الجمهوري. وقد انتخب عضو جمعية ولاية ويسكونسن.